# Tautinio Darbo Apsaugos Batalionas
Tautinio Darbo Apsaugos Batalionas – nazwa kolaboracyjnych formacji zbrojnych pełniących rolę policji pomocniczej złożonych z Litwinów działających na okupowanej Litwie podczas II wojny światowej.
Bezpośrednio po ataku wojsk niemieckich na ZSRR 22 czerwca 1941, na Litwie wybuchło powstanie antysowieckie. W Kownie powstał Tymczasowy Rząd Litewski na czele z Juozasem Ambrazevičiusem. Sformował on batalion wartowniczy, na bazie którego powstały bataliony pod nazwą Tautinio Darbo Apsaugos Batalionas. W ich skład weszli litewscy bojownicy powstania antysowieckiego. Na rękawie munduru nosili oni białe opaski. Bataliony działały pod zwierzchnictwem niemieckich Einsatzgruppen. Do ich zadań należało oczyszczanie terenu z komunistów i ich sympatyków oraz innych osób uznanych za wrogie. Ponadto wspomagały one Niemców w transportowaniu, pilnowaniu i mordowaniu litewskich Żydów. Po kilku miesiącach bataliony zostały rozwiązane.